# フランクリン・グティエレス
フランクリン・ラファエル・グティエレス（Franklin Rafael Gutiérrez, 1983年2月21日 - ）は、ベネズエラ・カラカス出身の元プロ野球選手（外野手）。右投右打。
既婚者にも拘わらず、端整な顔立ちで女性からの人気が高く、CUTIErrezの愛称で呼ばれている。

## 経歴

### プロ入りとドジャース傘下時代
2000年11月18日、ロサンゼルス・ドジャースとアマチュア・フリーエージェントとして契約。

### インディアンス時代
2004年4月3日にミルトン・ブラッドリーとのトレードで、アンドリュー・ブラウンと共にクリーブランド・インディアンスへ移籍した。
2005年8月31日のデトロイト・タイガース戦でメジャーデビュー。
2006年6月17日のミルウォーキー・ブルワーズ戦でデイブ・ブッシュから第3打席にメジャー初安打を記録する。

### マリナーズ時代
2008年12月10日、インディアンス、シアトル・マリナーズ、ニューヨーク・メッツ間の三角トレードによってマリナーズへ移籍した。
2009年は中堅手のレギュラーに定着し、初めて規定打席に到達し、打率.283・18本塁打・70打点といずれも自身最高の成績であった。守備では445刺殺は外野手として両リーグ1位であった。
2010年は無失策でゴールドグラブ賞を受賞した。2年連続で規定打席に到達したものの、打率.245・12本塁打・64打点と、前年よりやや成績を落とした。
2013年11月1日に球団から2014年の契約オプションを破棄されFAとなったが、12月18日にマリナーズと再契約した。
2014年2月13日に胃腸部の病気もあり、本人がプレーを望んでいないことから、制限リスト入りした。結局この年はプレーせず、オフの10月30日にFAとなった。
2015年1月26日にマイナー契約でマリナーズと再契約する。6月24日にメジャー契約となり、25人枠に復帰。この年は59試合に出場に留まったが、打率.292・15本塁打・35打点という好成績で、長打率は実に.620に達した。守備面では42試合で左翼手を、6試合で右翼手を守り、通算1失策・DRS +3と、復活前ほど圧倒的ではなかったものの、依然として守備は高いレベルにある事を示した。11月2日にFAとなったが、11月11日にマリナーズと1年契約で合意した。
2016年は98試合に出場して打率.246・14本塁打・39打点の成績を残した。オフの11月3日にFAとなった。

### ドジャース時代
2017年2月20日にロサンゼルス・ドジャースと1年契約を結んだ。オフの11月2日にFAとなった。

### 現役引退後
2018年9月8日、セーフコフィールドでの「ラテンアメリカン・ナイト」と銘打ったイベントで、試合前の始球式を務め、捕手役のイチローに投球した。
2021年よりマリナーズの特任コーチに就任した。

## プレースタイル
メジャーでも屈指の守備範囲を誇る外野手として知られ、2008年にセイバーメトリクスの守備指標の一つであるUZRで、両リーグ中3位の成績を残した。2009年には、両リーグ中1位のUZR値29.1を記録した。これは内野手を含む野手全体での1位であり、2位のエバン・ロンゴリアが記録したUZR値18.5を大きく上回るものであった。2010年には、シーズンを通して1度も失策せず、自身初となるゴールドグラブ賞を受賞している。
マリナーズの試合中継を長年担当していたデイブ・ニーハウスは、グティエレスを"Death to Flying Things（飛球殺し）"と称している。これは、19世紀に活躍した守備の名手、ボブ・ファーガソンのニックネームに準えたものである。

## 詳細情報

### 年度別打撃成績
| 年 度     | 球 団     | 試 合 | 打 席 | 打 数 | 得 点 | 安 打 | 二 塁 打 | 三 塁 打 | 本 塁 打 | 塁 打 | 打 点 | 盗 塁 | 盗 塁 死 | 犠 打 | 犠 飛 | 四 球 | 敬 遠 | 死 球 | 三 振 | 併 殺 打 | 打 率 | 出 塁 率 | 長 打 率 | O P S |
| --------- | --------- | ----- | ----- | ----- | ----- | ----- | -------- | -------- | -------- | ----- | ----- | ----- | -------- | ----- | ----- | ----- | ----- | ----- | ----- | -------- | ----- | -------- | -------- | ----- |
| 2005      | CLE       | 7     | 2     | 1     | 2     | 0     | 0        | 0        | 0        | 0     | 0     | 0     | 0        | 0     | 0     | 1     | 0     | 0     | 0     | 0        | .000  | .500     | .000     | .500  |
| 2006      | CLE       | 43    | 141   | 136   | 21    | 37    | 9        | 0        | 1        | 49    | 8     | 0     | 0        | 2     | 0     | 3     | 0     | 0     | 28    | 4        | .272  | .288     | .360     | .648  |
| 2007      | CLE       | 100   | 301   | 271   | 41    | 72    | 13       | 2        | 13       | 128   | 36    | 8     | 3        | 5     | 3     | 21    | 1     | 1     | 77    | 7        | .266  | .318     | .472     | .790  |
| 2008      | CLE       | 134   | 440   | 399   | 54    | 99    | 26       | 2        | 8        | 153   | 41    | 9     | 3        | 4     | 2     | 27    | 1     | 8     | 87    | 10       | .248  | .307     | .383     | .691  |
| 2009      | SEA       | 153   | 629   | 565   | 85    | 160   | 24       | 1        | 18       | 240   | 70    | 16    | 5        | 13    | 2     | 46    | 3     | 3     | 122   | 14       | .283  | .339     | .425     | .764  |
| 2010      | SEA       | 152   | 629   | 568   | 61    | 139   | 25       | 3        | 12       | 206   | 64    | 25    | 3        | 2     | 8     | 50    | 5     | 1     | 137   | 10       | .245  | .303     | .363     | .666  |
| 2011      | SEA       | 92    | 344   | 322   | 26    | 72    | 13       | 0        | 1        | 88    | 19    | 13    | 2        | 3     | 2     | 16    | 1     | 1     | 56    | 6        | .224  | .261     | .273     | .534  |
| 2012      | SEA       | 40    | 163   | 150   | 18    | 39    | 10       | 1        | 4        | 63    | 17    | 3     | 1        | 1     | 1     | 9     | 0     | 2     | 31    | 5        | .260  | .309     | .420     | .729  |
| 2013      | SEA       | 41    | 151   | 145   | 18    | 36    | 7        | 0        | 10       | 73    | 24    | 3     | 1        | 1     | 0     | 5     | 0     | 0     | 43    | 2        | .248  | .273     | .503     | .777  |
| 2015      | SEA       | 59    | 189   | 171   | 27    | 50    | 11       | 0        | 15       | 106   | 35    | 0     | 0        | 0     | 1     | 14    | 1     | 3     | 54    | 5        | .292  | .354     | .620     | .974  |
| 2016      | SEA       | 98    | 283   | 248   | 33    | 61    | 9        | 0        | 14       | 112   | 39    | 1     | 0        | 0     | 3     | 29    | 0     | 3     | 85    | 6        | .246  | .329     | .452     | .780  |
| 2017      | LAD       | 35    | 63    | 56    | 8     | 13    | 3        | 0        | 1        | 19    | 8     | 0     | 1        | 0     | 0     | 7     | 0     | 0     | 16    | 2        | .232  | .317     | .339     | .657  |
| MLB：12年 | MLB：12年 | 954   | 3335  | 3032  | 394   | 778   | 150      | 9        | 97       | 1237  | 361   | 78    | 19       | 31    | 22    | 228   | 12    | 22    | 736   | 71       | .257  | .311     | .408     | .719  |

### 表彰
- ゴールドグラブ賞：1回（2010年）
- フィールディング・バイブル・アワード：2回（2008 - 2009年）※2008年は右翼手として、2009年は中堅手として受賞

### 記録
- アメリカンリーグ外野手最多刺殺：1回（2009年）
- シーズン外野手守備率1.000（2010年）※シアトル・マリナーズ球団記録
- シーズン外野手415連続守備機会無失策（2010年）※415連続守備機会は、1シーズンを無失策でプレーした外野手としてはMLB記録[17]

### 背番号
- 38（2005年 - 2008年）
- 21（2009年 - 2013年、2016年）
- 30（2015年）
- 28（2017年）